# Paul Jenkins (peintre)
Pour les articles homonymes, voir Paul Jenkins et Jenkins.
Paul Jenkins, né le 12 juillet 1923 à Kansas City dans le Missouri et mort le 9 juin 2012 à New York est un peintre et un écrivain américain des XXe et XXIe siècles, classé par commodité dans les mouvements de l'abstraction lyrique ou encore de l'expressionnisme abstrait alors qu'il est, selon Frank Anderson Trapp : « un de ces artistes qu'on aurait du mal à décrire en ces termes, malgré la réciprocité d'influences entre l'Europe et l'Amérique durant l'évolution contemporaine. » D'après Jean Cassou, s'il faut lui mettre une étiquette, celle d'artiste informel lui conviendrait mieux.

## Biographie

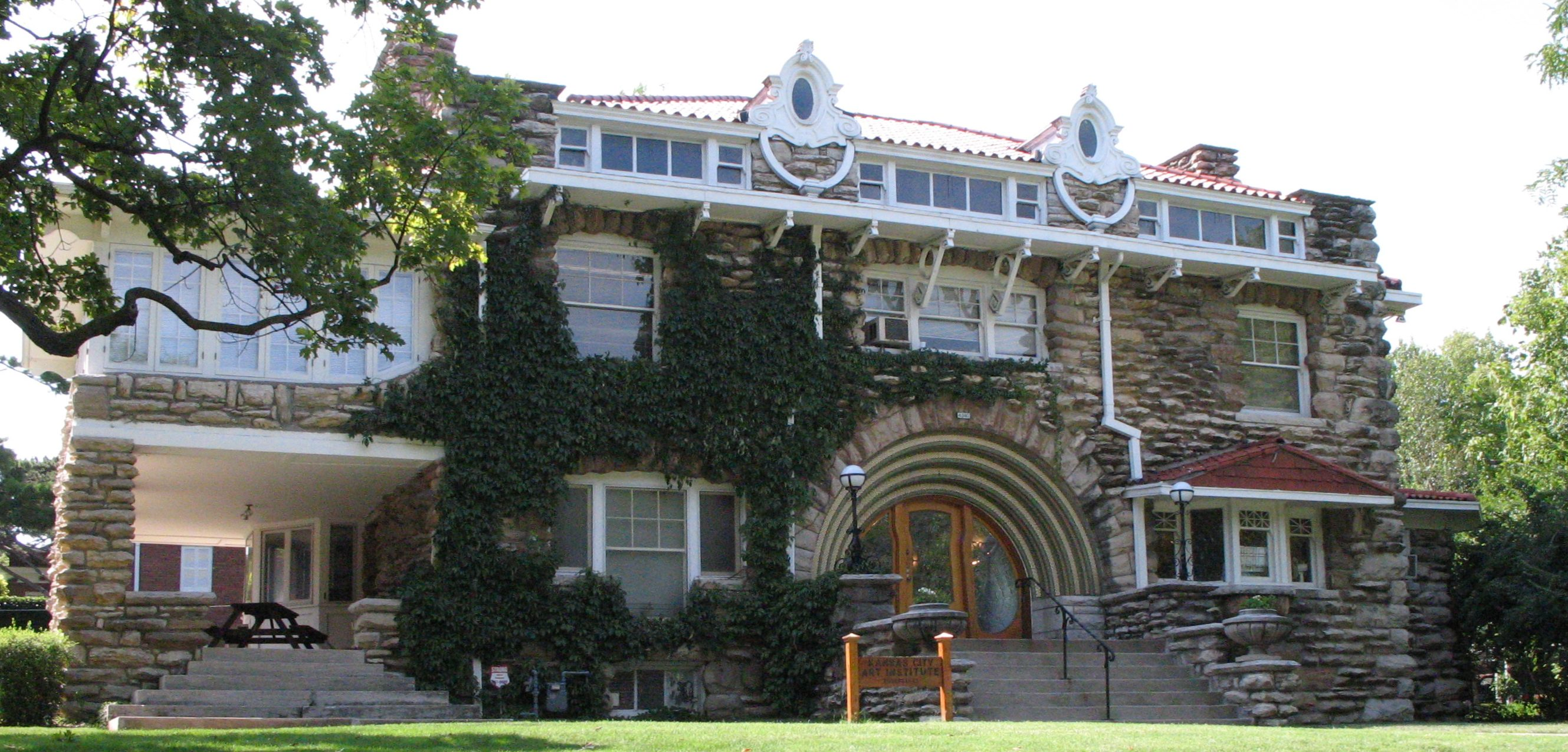
Le Kansas City Art Institute où Paul Jenkins a étudié l'art

### Formation
Jenkins commence à étudier l'art au Kansas City Art Institute, tout en travaillant avec le céramiste James Weldon qui aura par la suite une grande influence sur sa peinture. Attiré par le théâtre, il reçoit une bourse qui lui permet de s'inscrire à la Cleveland Play House, une école de théâtre, dans laquelle il travaille surtout sur les décors. Mais la Seconde Guerre mondiale interrompt ses activités artistiques. De 1943 à 1945, il est enrôlé dans l'unité des forces de l'air du Corps des Marines des États-Unis où il sert comme pharmacien . Il réussit quand même à installer une sorte d'atelier dans la bibliothèque où il peint des aquarelles, dessine, et écrit des textes. Après la guerre, il s'installe à Pittsburg, Kansas, où il fait partie d'un groupe d'artistes et d'écrivains  soutenus par la mécène Gladys Schmidt. Ces artistes exposent à la galerie Outline dirigée par Elizabeth Rockwell . La galerie Rockwell est le point de rencontre des artistes d'avant-garde, elle est fréquentée notamment par John Cage et Merce Cunningham. En 1948  il part pour New York où il commence s'inscrit au Art Students League.

### Premiers voyages et premières expositions
En 1953, après un voyage en Italie et en Espagne, il s'installe à Paris où il rencontre Jean Dubuffet, Georges Mathieu, Pierre Soulages ainsi que d'autres artistes américains vivant à Paris parmi lesquels le peintre Sam Francis et la sculptrice Claire Falkenstein. Il travaille alors avec des pigments en poudre de Winsor Newton et du chrysochrome (sorte d'émail) En 1955, il a sa première exposition personnelle à la galerie Zoe Dusanne de Seattle, qui lui achète un tableau La même année, il participe au Petit Palais de Paris à l'exposition Artistes étrangers en France. La galerie Stadler de Paris accueille ses œuvres en 1956, tandis qu'à New York,  la Martha Jackson Gallery lui consacre une exposition personnelle. John L. H. Baur lui achète le tableau Divining Rod, huile et émail sur toile de 137 × 96,5 cm pour le Whitney Museum of American Art. Cette même année, Paul et Esther Jenkins publient chez George Wittenborn, à New York, le livre Observations of Michel Tapié. L'année suivante Peggy Guggenheim achète à la galerie Stadler de Paris le tableau Osage, huile sur toile de 129,5 × 195,6 cm, qu'elle donne au New Orleans Museum of Art.
En 1964, il épouse la peintre Alice Baber. Ce mariage est une période de « croissance artistique » pour tous les deux. Ensemble, la même année, ils voyagent au Japon et collectionnent une grande quantité d'art asiatique. Ils divorcent ensuite, en 1970.
Il épouse en secondes noces Suzanne Donnelly.

### Évolution de la pensée
Alors qu'il étudiait encore à la Students League, Jenkins s'intéressait déjà aux théories du mystique russe Georges Gurdjieff, en particulier à ses théories sur la transcendance spirituelle et sur sa définition de l'art objectif. Par la suite, Jenkins ayant étudié Carl Gustav Jung et Sigmund Freud, il aurait dû se détacher de sa fascination pour Gurdjieff. Mais Jenkins n'en continue pas moins d'adhérer à la mise en cause de l'art subjectif comme le faisait le maître de l'ésotérisme. Jenkins découvre ensuite les enseignements du bouddhisme zen en même temps que le I Ching traduit du chinois par Richard Wilhem. Sans toutefois comprendre toute la philosophie qui était à la base de l'art oriental exposé dans la William Rockhill Nelson Art Gallery de Kansas city, le jeune artiste s'y attache profondément. Plus tard, il est encore très impressionné par le livre d'Eugène Herrigel Le Zen dans l'art chevaleresque du tir à l'arc (ou selon les versions : Zen et l'Art du tir à l'arc.) Dans cet art oriental, Jenkins trouve « quelque chose d'accessible. » qui est à la base de sa recherche artistique.« La beauté qui recèle une violence latente (...), la vie est dangereuse, et ce danger est en partie associé à la beauté. »

## Œuvre

### Les influences
Inspiré tout d'abord par l'expressionnisme abstrait de la deuxième génération, Jenkins ne se rattache pas vraiment à ce courant, selon Frank Anderson Trapp, qui pense que cette étiquette ne lui convient pas davantage que « celle d'impressionniste de deuxième génération ne conviendrait à un Gauguin, un Van Gogh ou un Seurat(…) Il est extrêmement intéressant de constater que Jenkins quittait les États-Unis pour l'Europe, au moment même où New York était reconnu comme le principal centre d'innovation dans les arts visuels. »
Bien que proche de Jackson Pollock ou de Mark Rothko, Jenkins préfère s'inspirer de Henri Matisse, Vassily Kandinsky. Il étudie également Gauguin Whistler, Mary Cassatt et il se sent « autant chez lui en Europe qu'aux États-Unis, passant facilement d'un pays à l'autre. »

### Technique du peintre
Son travail est un mélange des procédés utilisés pour l'émail de potier qu'il a appris avec le céramiste James Weldon, mais également de ceux qu'il a employés pour les décors de théâtre et l'aquarelle. Alain Bosquet a décrit la façon très personnelle qu'avait le peintre d'inventer des méthodes, tout en faisant de son geste une sorte de chorégraphie : « La plus originale consistait à verser les couleurs dans le creux de la feuille ou de la toile qu'il avait incurvée. Ensuite, balancée(…) repliés légèrement ou dépliée, elle forçait les couleurs à se concentrer (…) et partant, à trouver leur forme. La chorégraphie s'augmentait ainsi de la chorégraphie imposée par le peintre. » Bosquet décrit aussi une autre invention de Jenkins : l'utilisation d'une baguette qui tenait lieu de pinceau, ou même d'un couteau d'ivoire pour corriger les formes. Toujours selon Bosquet, il ne faut y voir aucun rapport avec l'action painting.

### Phénomènes et prismes
Dès ses premières peintures, l'artiste qui est aussi philosophe, intitule ses tableaux Phénomènes (Phenomena) par association aux noumènes dans le sens  que donnait à ce mot Emmanuel Kant, le potentiel nouménal  donnant la substance phénoménale .« La couleur est une sensation et non une manifestation extérieure de la nature(…) Je veux démentir l'idée que les concepts formels n'ont aucun rapport avec les exigences informelles. La couleur n'est pas une chose simple (…) elle doit être dotée de signification (…) elle n'est pas interchangeable(…) aucune autre couleur ne doit pouvoir la remplacer sur la toile car elle est unique en soi. »
La matière peinture est pour Jenkins un sujet en elle-même. Elle ne représente pas quelque chose, elle « est » (dans le sens : exister). L'intensité prismatique des couleurs se retrouve dans toutes ses toiles, quel que soit le titre qu'il leur donne (Phénomène ou Phénomène prisme), ce qui exclut toute possibilité de description formelle. « Ses œuvres font plutôt penser à des objets naturels, à des feuilles,  par exemple »
Phenomena Prism Emissary , (1984, 236,2 × 198,1 cm, est réalisé sur un fond de vernis qui réagit au contact de la peinture produisant un effet de tache d'huile dans l'eau. Phenomena Astral Tundra (1985-1986), acrylique sur toile 195,5 × 401 cm par ses dimensions et sa composition est proche du mural, avec des lignes horizontales sur la partie gauche, et d'autres verticales sur la partie droite. Celle de la partie droite ont un très fort effet figuratif qui est brisé par l'intervention, au milieu du tableau, d'une ligne rouge très forte côté droit et une ligne plus faible, noire et grise côté gauche. Le tableau est présenté sur le site de la Redfern Gallery sous le titre Les Anglonautes 
Ces lignes séparatrices sont une manière de canaliser les forces créatrices et de leur imposer une discipline, car pour l'artiste, « Ce n'est pas la méthode qui est signifiante. Elle n'est que la grammaire de l'intention, de la pensée, et de l'idée (...) Mais il y a d'abord la sensation, à la fois perceptive et réceptive. Et avec elle, l'expérience de découvrir et de connaître ce que l'on n'a pas le temps de s'expliquer dans l'instant même. »

## Sélection d'œuvres majeures

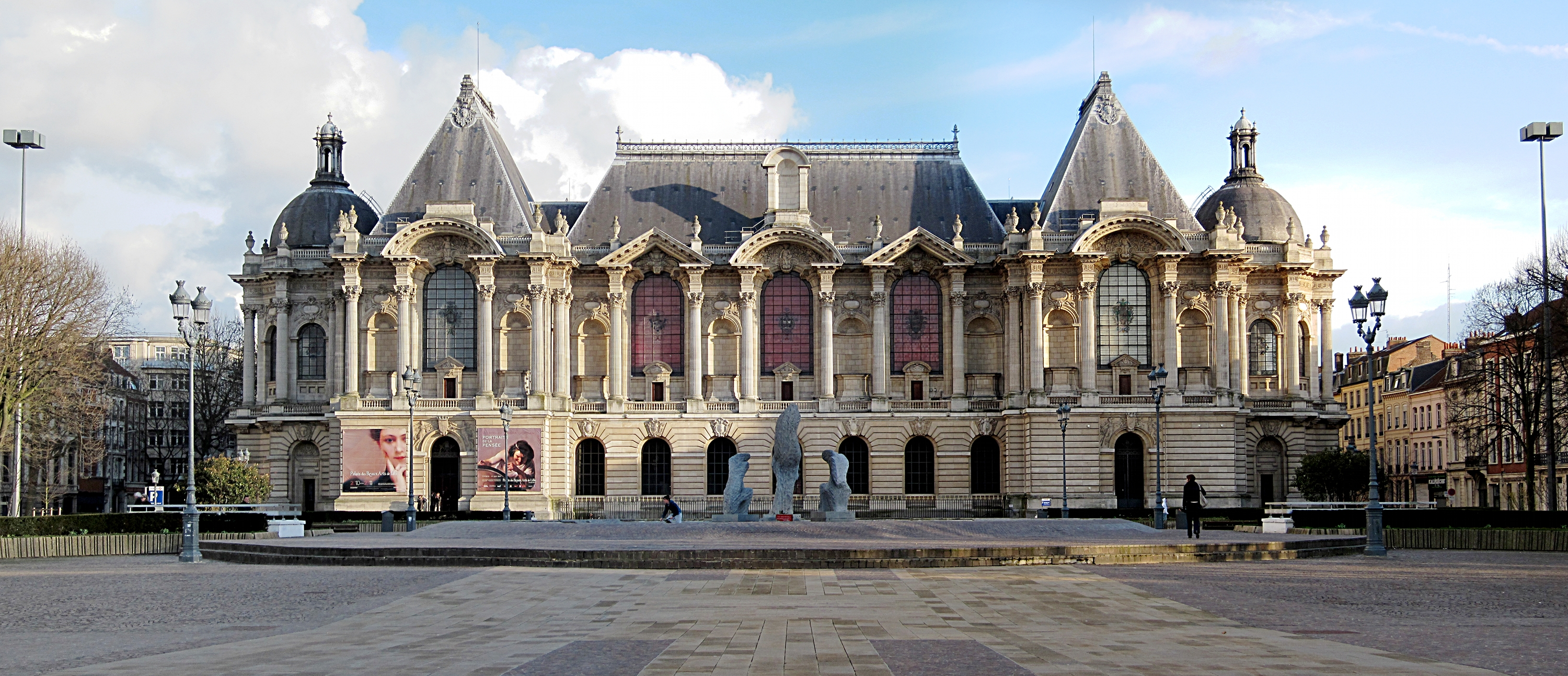
le Palais des beaux-arts de Lille où Paul Jenkins a été exposé en 2005

Il est possible de voir les œuvres de Paul Jenkins exposées au Palais des beaux-arts de Lille du 17 septembre au 20 novembre 2005 sur le site de la « Fondation  Demeures du Nord »
Sélection d’expositions :
- Paul Jenkins, rétrospective, Museum of Fine Arts, Houston, 1971
- Paul Jenkins, rétrospective, San Francisco Museum of Art, San Francisco, 1972
- Paul Jenkins, œuvres majeures, Musée Picasso, Antibes, 1987
- Paul Jenkins, œuvres majeures, Palais des Beaux-Arts, Lille, 2005
- Un Art Autre autour de Michel Tapié, Christie’s Paris, 2012
- Paul Jenkins, Galerie Diane de Polignac, Paris, février-mai 2014

### Œuvres localisées

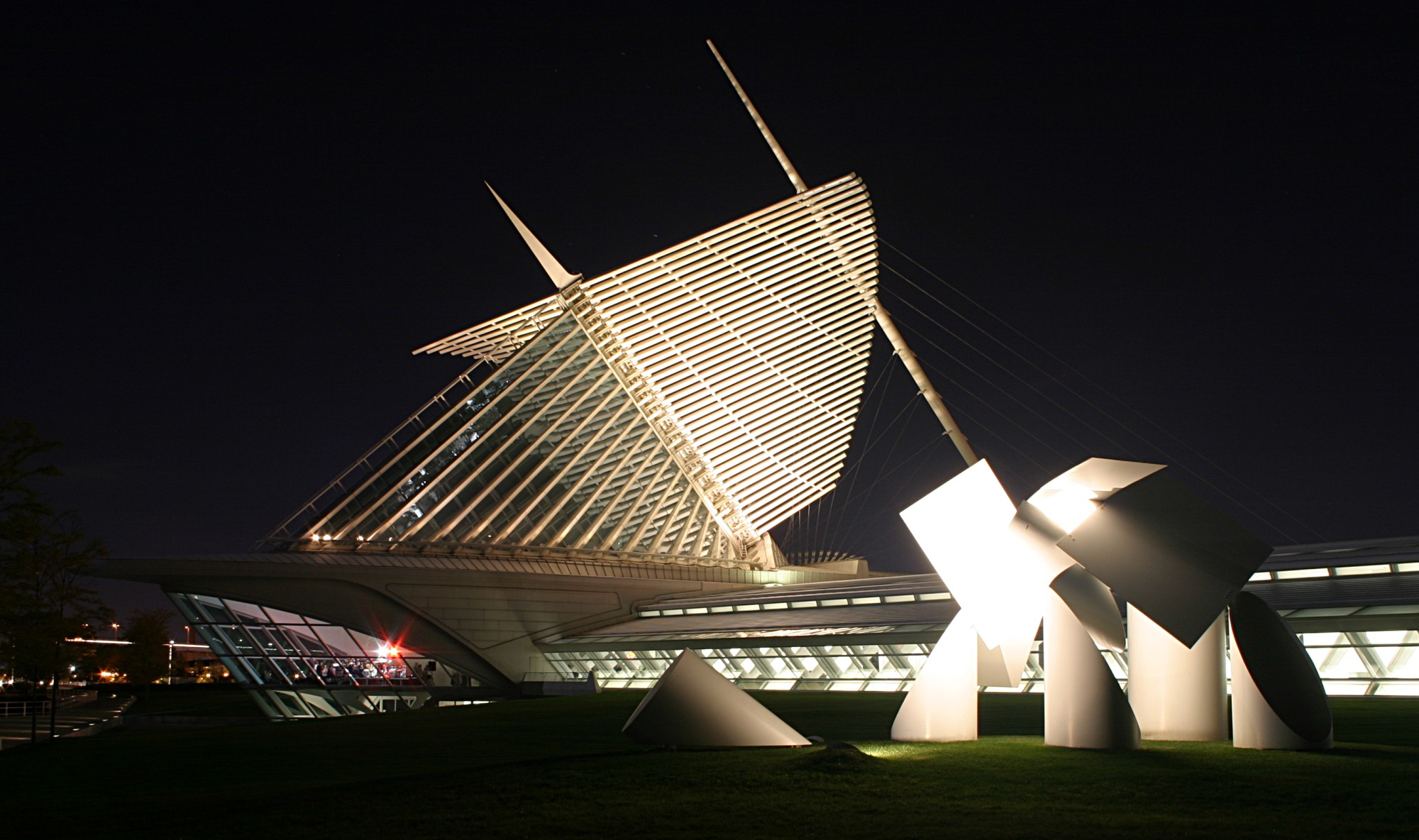
Milwaukee Art Museum

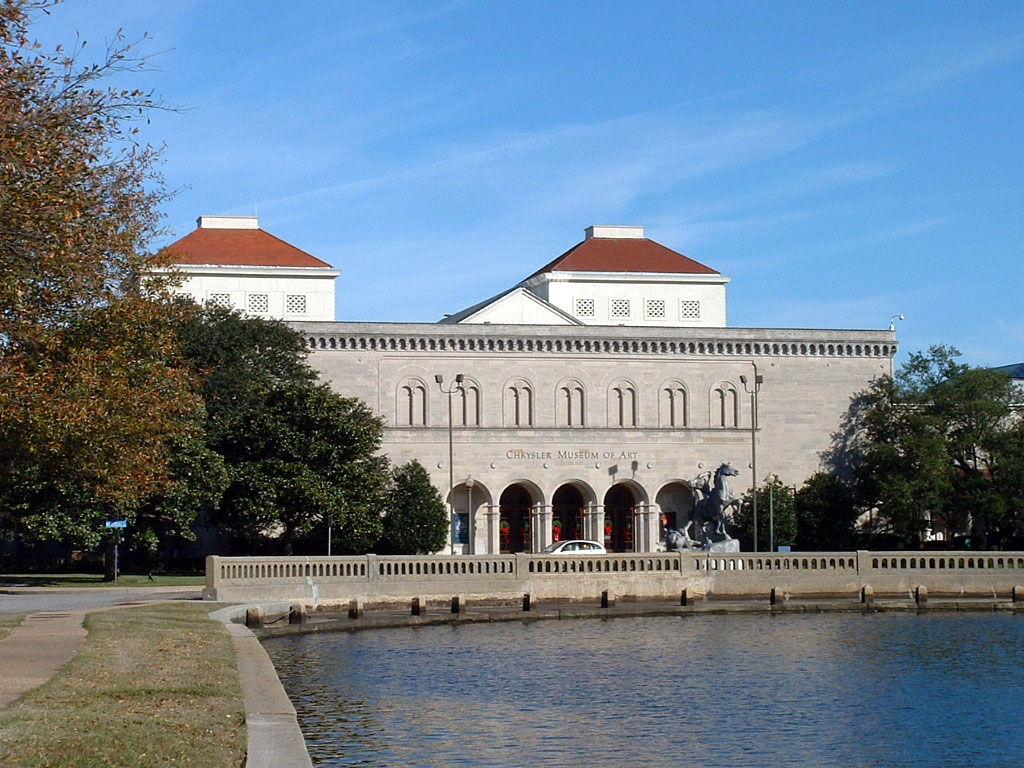
Chrysler Museum of Art de Norfolk (Virginie).

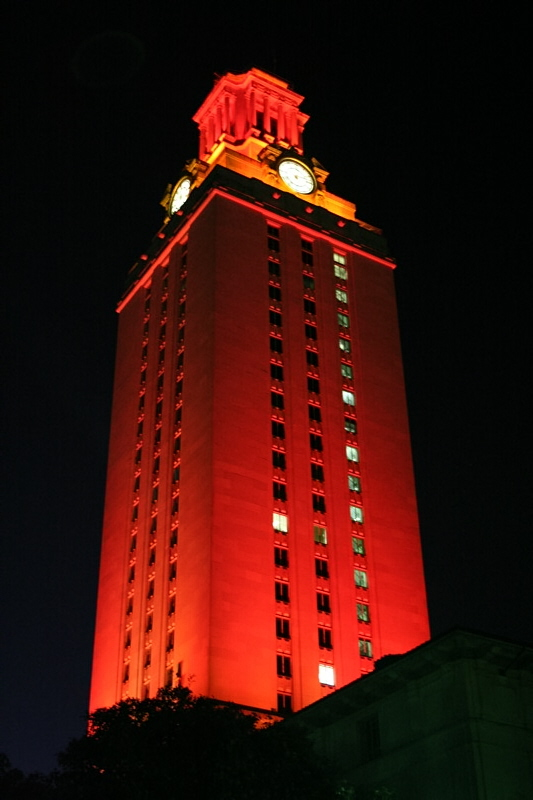
University of Texas at Austin.

- The Archer 1955, huile et émail sur toile, 129,5 × 79 cm, The Albright-Knox Gallery, Buffalo [25]
- Dakota Ridge (1958), huile et émail sur toile, 127 × 162,6 cm, Hirshhorn Museum and Sculpture Garden,  Washington, D.C.[26]
- Pawnee 1958, huile et émail sur toile 213,5 × 89 cm, Chrysler Museum of Art de Norfolk (Virginie)[27]
- Phenomena Over Albi 1960, huile et émail sur toile 195,6 × 128,5 cm, San Francisco Museum of Modern Art, San Francisco, don du peintre Sam Francis[28]
- Phenomena Big Blue 1960, huile sur toile 146 × 195 cm, Stedelijk Museum d'Amsterdam[29]
- Phenomena Wakiyashi 1961, acrylique sur toile 100 × 65 cm, Centre national d’art et de culture Georges-Pompidou Paris[30]
- Phenomena Yellow Eye (1962) acrylique sur toile, 100 × 81 cm, San Diego Museum of Art, San Diego, Californie don de Peggy Guggenheim.
- Phenomena Yellow Strike 1963, acrylique sur toile, 203 × 101,6 cm, Museum of Modern Art, New York[31].
- Phenomena Yonder Near (1964), acrylique sur toile, 295 × 161 cm, Tate (galerie), Londres[32]
- Phenomena High Mantle (1964), acrylique sur toile, 101 × 76 cm collection David Douglas Duncan, Castellaras-le-vieux, Alpes-Maritimes[33]
- Phenomena Uranus Burns (1966), acrylique sur toile 216 × 178 cm Stedelijk Museum, Amsterdam.
- Phenomena Graced by Three (1968), acrylique sur toile 162,6 × 122 cm, University of Texas at Austin, collection James A. Michener[34]
- Phenomena Kwan Yin 1969, acrylique sur toile 223,5 × 302,5 cm, Whitney Museum of American Art, New York[35]
- Phenomena Mistral Veil 1970,acrylique sur toile 304,8 × 244 cm, Empire State Plaza, (Plaza Art Collection et Plaza Memorial) Albany (New York)[36]
- Phenomena Tibetan Flange 1973, acrylique sur toile 167,6 × 188 cm, Hirshhorn Museum and Sculpture Garden, Washington DC[37]
- Phenomena Chinese Light Wall (1974) acrylique sur toile ) 185 × 396 cm, Alte Pinakothek, Munich[38]
- Phenomena Blue Held Over (1975), acrylique sur toile 195 × 300 cm Milwaukee Art Museum[39].
- Phenomena Wind Leaves No Shadow 1977, acrylique sur toile, 296 × 386 cm, Centre national d'art et de culture Georges-Pompidou, Paris [40]
- Phenomena Wind Pool 1977, acrylique sur toile 318 × 135 cm, Musée d'Art contemporain de Dunkerque[41].
- Phenomena Saturn Observes 1981, acrylique sur toile, 147 × 114 cm, Fonds National d'Art Contemporain du Ministère de la Culture et de la Communication (F.N.A.C, Paris[42]
- Phenomena Log Pile Fire, (1984-1985) acrylique sur toile 114 × 28 cm Fondation Van Gogh, Arles, actuellement en réparation[43].
- Phenomena Cardinal Prism, (1985), acrylique sur toile, 207 × 195,5 cm [44], Fondation Maeght, Saint-Paul-de-Vence[45].
- Phenomena Sound of Prism Anvil 1985 - 1988, acrylique sur toile  198 × 414 cm, Musée d'art moderne et d'art contemporain de Nice[46].
- Phenomena Zozobra Descends 1986, acrylique sur toile, 244 × 196 cm, Musée Picasso (Antibes)[47].
- Phenomena Imperial Vault of Dynasty 1999, acrylique sur toile 187 × 254,5 cm South Texas Institute for the Arts Corpus Christi, Corpus Christi, Texas
- Phenomena Oracle Emissary of Grunewald 2001, acrylique sur toile, 190 × 265 cm, Nelson-Atkins Museum of Art, Kansas City
- Phenomena Intervening Mantle 2006 acrylique sur toile, 119,4 × 183 cm, Crocker Art Museum, Sacramento, Californie.

### Œuvres non localisées
- Taino 1953, huile et chrysochrome sur toile 129,5 × 79 cm, non localisé[48]
- Shooting the Sun 1956, huile et chrysochrome sur toile 162,5 × 129,5 cm, non localisé[49]
- Eyes of the Dove 1958, huile et chrysochrome sur toile 101 × 76 cm, non localisé[50]
- Lunar Moth 1958, huile et chrysochrome sur toile 99 × 89 cm, non localisé[51]
- Phenomena Missing Trinity 1961, acrylique sur toile, 139 × 97 cm, collection privée, Paris[52].
- Phenomena Leopard Pass 1964, acrylique sur toile 70,5 × 160 cm,  collection privée Paris[53]
- Phenomena Fly Sphinx (1966-1967), acrylique sur toile, 101 × 66 cm, collection privée, Paris[54].
- Phenomena Track the Wind (1980), acrylique sur toile, 91,5 × 61 cm, collection privée, New York[42].